# Julián García-San Miguel
Julián García San Miguel y Zaldua (Avilés, 8 de marzo de 1841-Olmedo, 4 de octubre de 1911) fue un político y escritor español, ministro de Gracia y Justicia durante la regencia de María Cristina de Habsburgo.

## Biografía

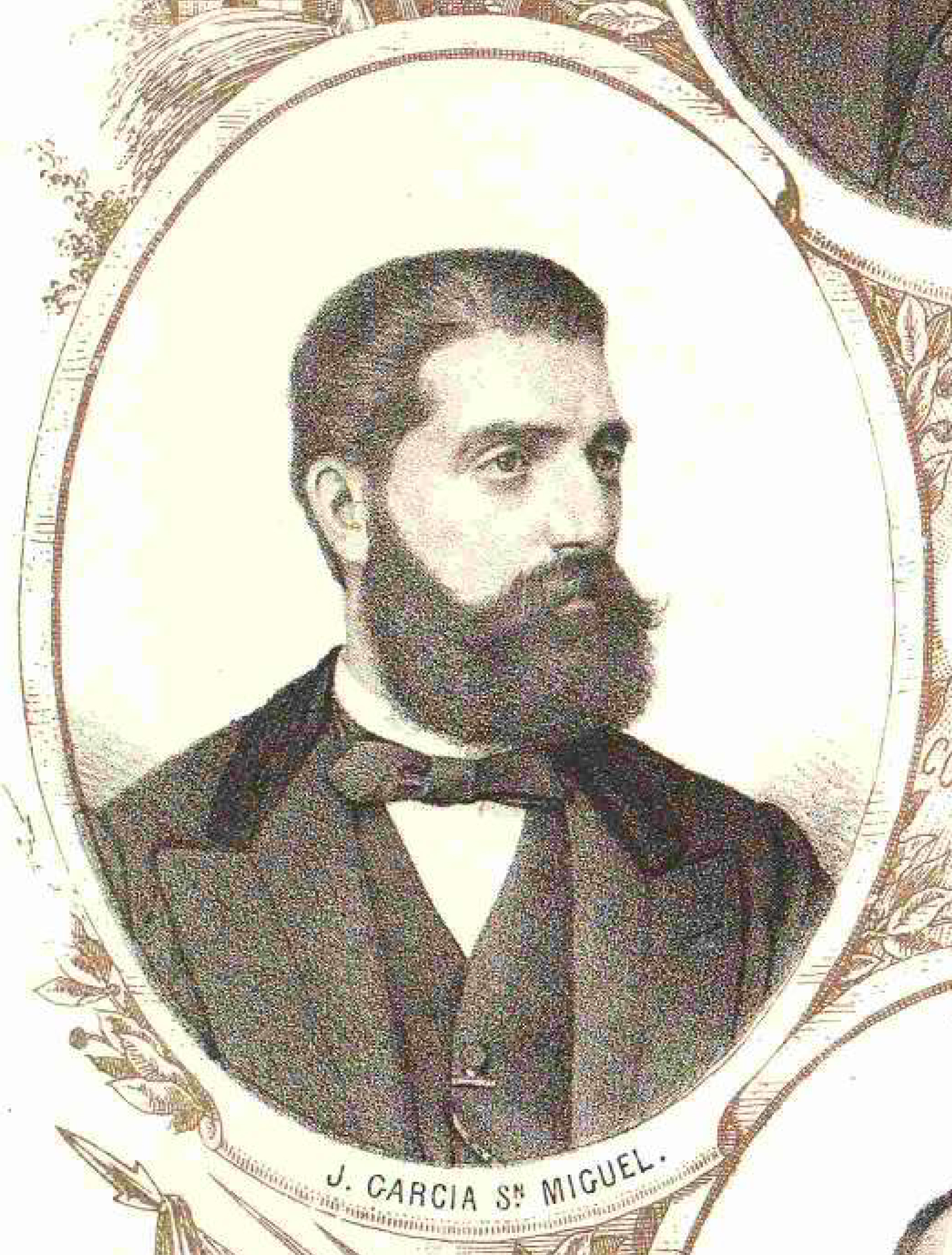
Retrato de Julián García-San Miguel

Estudió Derecho en la Universidad de Oviedo, doctorándose en Madrid en 1865, con una tesis acerca del derecho histórico de España, sobre cuestiones de matrimonio. Posteriormente, fue abogado en Oviedo, ejerciendo la docencia en la Universidad de Oviedo. También fue miembro de la Comisión de Monumentos y miembro correspondiente de la Real Academia de la Historia. Fue asiduo colaborador de la prensa asturiana, en especial de El Faro Asturiano, donde escribía artículos eruditos y razonados a raíz de la polémica suscitada sobre la autenticidad del Fuero de Avilés, en la que tomaron parte importantes historiadores, filólogos y paleógrafos españoles de la época. 
Dada su ideología liberal-monárquica, apoyó la revolución de 1868, enfrentándose posteriormente a los partidarios de la candidatura al trono de Antonio de Orleans, a quienes venció en las elecciones de 1869 en la circunscripción de Avilés. Fue partidario de Amadeo de Saboya, quien le nombró gentilhombre de cámara, concediendo el título de marqués de Teverga a su padre. Al derrumbarse la monarquía amadeísta y después la República, San Miguel reconoció la Restauración borbónica. 
Fue, brevemente, director general de Beneficencia, Sanidad y Establecimientos penales. 
Ya en el régimen de la Restauración, volvería a ser elegido diputado a Cortes por Avilés, en los comicios celebrados entre 1879 y 1905. Pasó al Senado en 1907 como senador vitalicio. Desempeñó el cargo de ministro de Gracia y Justicia entre el 6 de marzo de 1901 y el 19 de marzo de 1902 en un gabinete Sagasta. También fue director general de beneficencia y subsecretario de la Gobernación. Fue miembro del Consejo de Estado y de la Real Academia de Jurisprudencia. 
En 1885, al morir su padre, heredó el título de marqués de Teverga. Estuvo vinculado a la construcción del ramal del ferrocarril a Avilés, que fue inaugurado en 1890. Su padre había sido uno de los más pujantes armadores y comerciantes de Avilés, y a su muerte heredó también sus negocios. Fue autor de gran número de discursos parlamentarios.

## Obras
- Avilés: Noticias históricas (Madrid, 1897)
- La reforma penitenciaria (Madrid, 1901)
- La representación parlamentaria, el sufragio obligatorio y el referéndum (Madrid, 1907)